# تپه باقرآباد (صحنه)
تپه باقرآباد مربوط به دوران پیش از تاریخ ایران باستان است و در شهرستان صحنه، روستای باقرآباد واقع شده و این اثر در تاریخ ۷ مهر ۱۳۸۱ با شمارهٔ ثبت ۶۴۵۶ به‌عنوان یکی از آثار ملی ایران به ثبت رسیده است.